# 德魯 (緬因州)
德魯（英語：Drew）是位於美國緬因州佩諾布斯科特縣的一個未組織地區。

## 地方資料
德魯的面積為101.30平方千米，當中陸地面積為98.50平方千米，而水域面積為2.80平方千米。根據2020年美國人口普查的數據，當地共有人口26人，而人口密度為每平方千米0.26人。